# Sphaerium simile
Sphaerium simile är en musselart som först beskrevs av Thomas Say 1817.  Sphaerium simile ingår i släktet Sphaerium och familjen ärtmusslor. Inga underarter finns listade i Catalogue of Life.